# Gewild Wonen

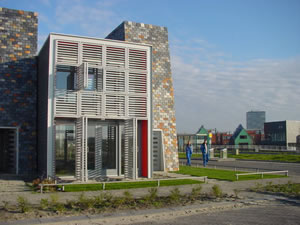
Woning van bouwexpositie Gewild Wonen

Het Gewild Wonen is de getemde variant van Het Wilde Wonen, een term die gelanceerd werd door Carel Weeber in 1997. Gewild Wonen werd in 2001 gerealiseerd als bouwexpositie in de Eilandenbuurt te Almere Buiten. In dit experiment met het Gewilde Wonen konden toekomstige bewoners hun eigen woningen naar wens samenstellen. Met Gewild Wonen wilde de gemeente Almere onderzoeken of de consument inderdaad een grotere invloed wenst op de verschijningsvorm, de omvang en indeling van zijn woning en wat hiervan het uiteindelijke effect is op een buurt. Almere liet deze bouwexpositie realiseren omdat de stad dat jaar precies 25 jaar was en de nieuwe mijlpaal van 150.000 inwoners had bereikt. Men koos als locatie de Eilandenbuurt. 
In deze buurt lopen verschillende wandelroutes, waarover informatie verkrijgbaar is bij verschillende VVV kantoren. 
De bouwexpositie Gewild Wonen was de derde en met zeshonderd woningen de grootste bouwexpo op locatie in Almere. De eerdere exposities maakten deel uit van de NWR BouwRAI, in de Muziekwijk in 1990 en in 1992 in de Filmwijk. In 1994 werd de Regenboogbuurt gepresenteerd, maar alleen in de RAI zelf en niet op locatie in Almere.
Door een jury werden elf plannen gekozen, per woonveld één plan op basis van voorafgestelde criteria:
- keuzevrijheid voor de consument
- aanpasbaarheid van de woning
- innovatief
- duurzaam
- marktgericht
- verkaveling
- variatie
- privacy

## Straten
De BouwEXPO 'Gewild Wonen' ligt, zoals in de inleiding wordt verteld, in de Eilandenbuurt in Almere Buiten. De straten die meededen aan de BouwEXPO 'Gewild Wonen' waren:

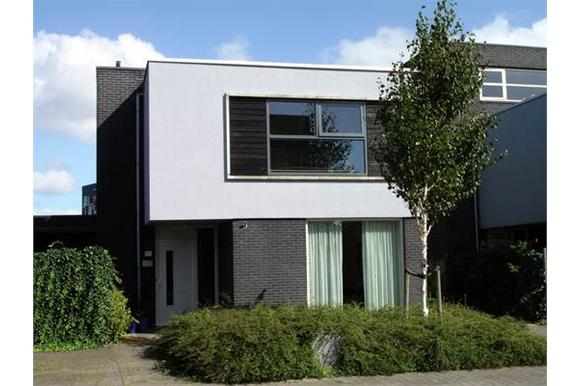
Woning aan de Antiguastraat, gebouwd onder de BouwEXPO 2001, 'Gewild Wonen'

## Architecten
De architecten van het Gewild Wonen zijn:
- Architectenbureau Laura Weeber
- BDG Architekten Ingenieurs
- Bart Duvekot Architecten BNA
- Buro 5 Maastricht
- Feekes + Colijn Architecten
- Faro Architecten
- Theo Verburg Architekt BNA
- De Architecten Cie.
- Carel Weeber
- Architektenbureau Verheijen/Verkoren/De Haan B.V.
- Claus en Kaan Architecten
- Min2
- UNStudio, Van Berkel en Bos
- SCP Architektuur en Stedenbouw
- Architectenbureau BBHD B.V.
- Architectenbureau Marlies Rohmer